# Siete Fuentes

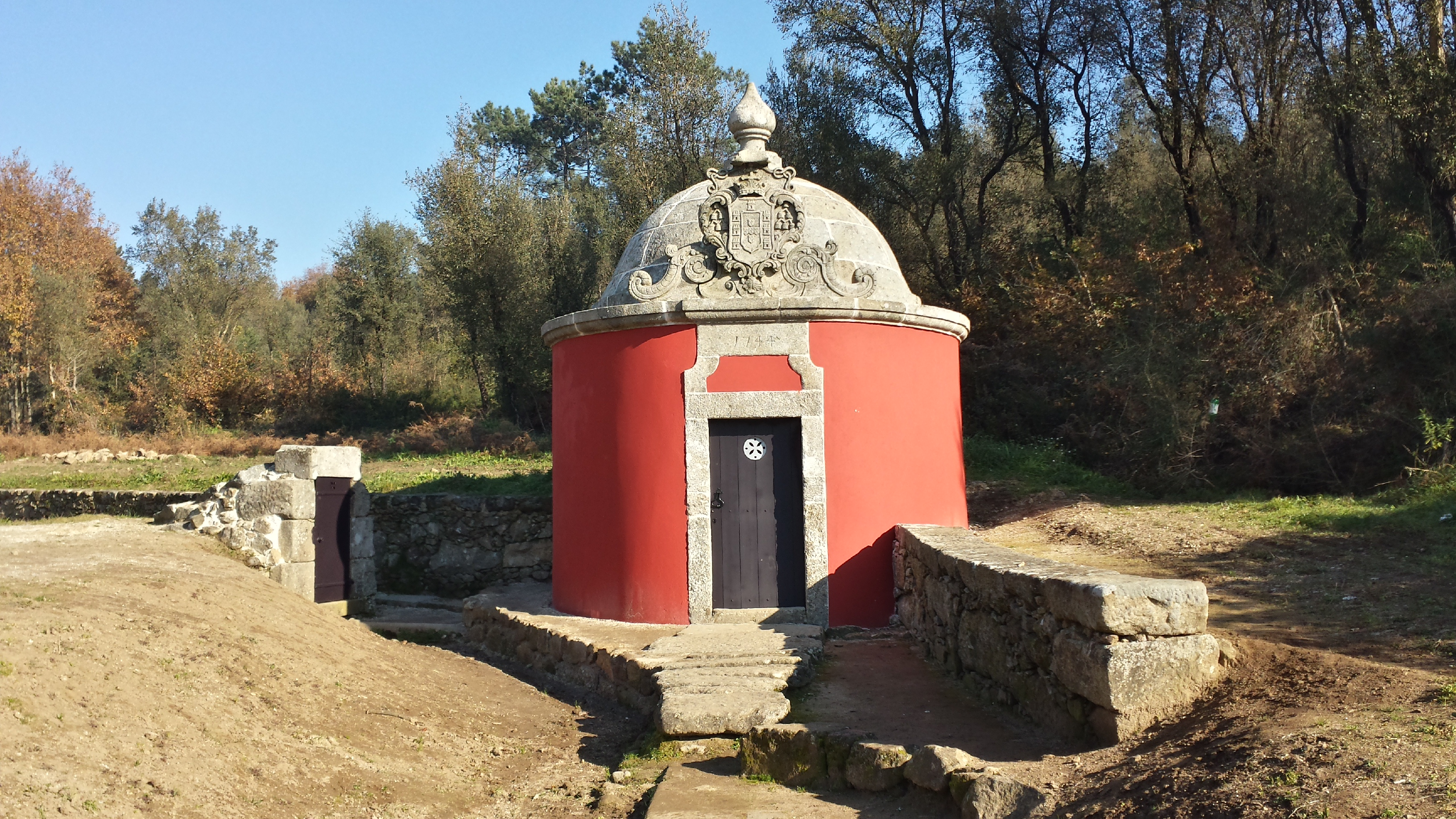

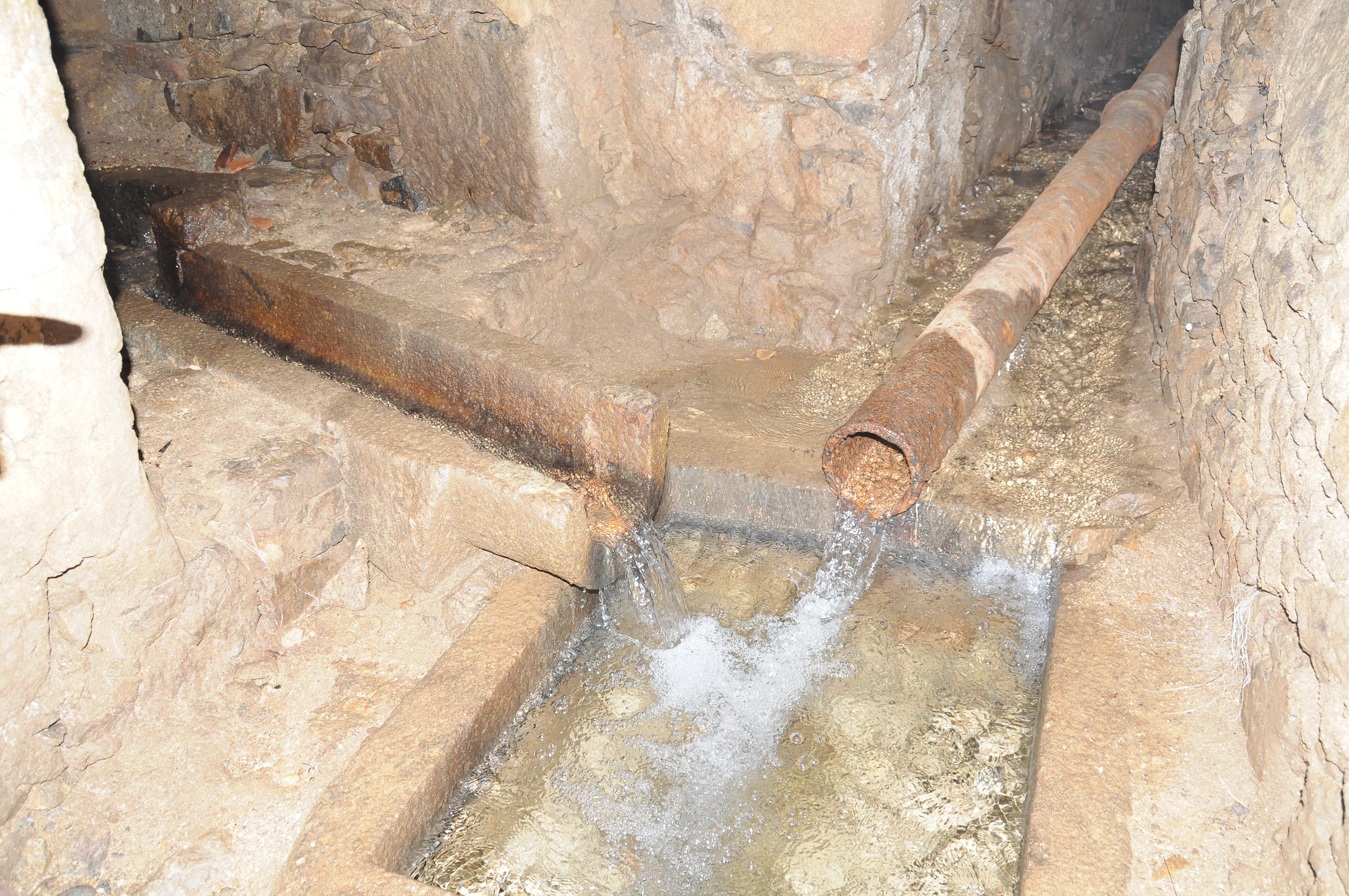

Las Siete Fuentes (en portugués: Sete Fontes) es una obra hidráulica levantada el siglo XVIII cuyo propósito fue dotar de agua corriente a la ciudad de Braga. 
La obra fue comenzada por órdenes del entonces arzobispo, José de Bragança, hermano del rey Juan V de Portugal.